# Amaravati (villaggio)
Amaravathi è una cittadina situata sulla riva del fiume Krishna nel distretto di Guntur (di cui è capoluogo) nell'Andhra Pradesh, India. È storicamente un centro di pellegrinaggio e dell'arte buddista. Ad Amaravati si trova il Tempio di Amareswara dedicato a Shiva, che risale probabilmente all'XI secolo ed è uno dei cinque famosi templi Pancharamas dell'Andhra Pradesh. Vi sono inoltre le rovine del grande Stupa Mahachaitya, costruito nell'epoca pre-Maurya.
Conosciuta anche come Dhanyakataka/Dharanikota, fu la capitale dell'Impero Shatavahana, il primo grande Stato dei sovrani dell'omonima dinastia, conosciuta anche come Andhra, che governarono dal II secolo a.C. al III secolo su buona parte dell'India centrale dopo la caduta dell'Impero Maurya.